# Chancelloria
Chancelloria  ist ein zur Familie der Chancelloriidae gehöriges Taxon, das während des Mittelkambriums lebte.

## Erstbeschreibung
Chancelloria wurde im Jahr 1920 erstmals von Charles Doolittle Walcott wissenschaftlich beschrieben.

## Vorkommen
Neben der Typlokalität im mittelkambrischen Burgess Shale in British Columbia, Kanada findet sich Chancelloria auch im Comley Limestone in Shropshire in England, in der Marcory-Formation in Südfrankreich, im Wheeler Shale in Utah  und im Bright Angel Shale des Grand Canyons in Arizona. Allein aus dem Greater Phyllopod Bed im Burgess Shale sind 178 Chancelloria-Funde bekannt, die 0,34 % der Gesamtfauna ausmachen.

## Taxonomische Stellung
Walcott deutete Chancelloria ursprünglich noch als primitiven Schwamm. Inzwischen wurde von dieser Zuordnung abgerückt und Chancelloria als incertae sedis innerhalb der neugeschaffenen rätselhaften Tiergruppe der Coeloscleritophora eingeordnet.

### Taxa
Die Gattung Chancelloria umfasst folgende Taxa:
- Chancelloria eros Walcott, 1920 (Typusfossil)
- Chancelloria pentacta Rigby, 1978
- Chancelloria drusilla Walcott, 1920
- Chancelloria libo Walcott, 1920
- Chancelloria yorkensis Walcott, 1920
- Chancelloria maroccana Szduy, 1969
- Chancelloria lenaica Zhuravleva and Korde, 1955
- Chancelloria symmetrica Vassiljeva, 1985
- Chancelloria altaica Romanenko, 1968
- Chancelloria racemifundis Bengtson, 1990